# Annalista Saxo
Annalista Saxo (saský letopisec) byl saský kronikář, o jehož osobě není známo nic určitého. Na jeho saský původ lze usuzovat z toho, že se s velkou pozorností věnoval saským dějinám. Saský letopisec sestavil na začátku 2. poloviny 12. století rozsáhlé světové dějiny zahrnující rozmezí let 741 až 1139. 
Jde o kompilační dílo dosti velkého obsahu, které je založeno na znalosti mnoha starších pramenů, z nichž autor čerpal téměř doslova. Saský letopisec se opírá o zejména o starší saské kronikáře, jako například o Widukinda, Thietmara, Adama Brémského, ale též o jiné prameny, jako dosti podrobné Fuldské letopisy (Annales Fuldenses), Letopisy hildesheimské (Annales Hildesheimenses a o letopisy s nimi spřízněné, jako například Letopisy Reginona z Prümu (Reginonis abbatis Prumiensis Chronicon), Ekkeharda (Ekkehardi Chronicon universale) a dokonce i o Kosmu (Cosmae Pragensis Chronice Bohemorum). 
Zřejmě čerpal i z nějakých dnes již ztracených letopisů halberstadtských, jak lze usuzovat z jeho zájmu o dějiny halberstadtské diecéze. Z toho lze předpokládat, že snad v Halberstadtu přímo působil. Je zajímavé, že toto dílo bylo v pozdějších letech i přesto, že mělo velkou pramennou cenu, téměř neznámé.